# Danske mestre i ultraløb

## Første danske ultraløber
Danmark har ikke en lang og glorværdig fortid i ultraløb. Første gang man hører om en dansk ultraløber er i 1928 da Karl L. Larsen er med i det legendariske American Footrace

## Ultraløbs arrangementer i Danmark
I 1970’erne blev der løbet 100 km løb fra København til Helsingør og retur, ligesom der blev afviklet 100 km løb i Aarhus. Men de blev kun afholdt et par år, og blev indstillet på grund af manglende tilslutning. Omkring år 2000 begyndte man på ny at arrangere ultraløb herhjemme.
Det første 24 timersløb i Danmark blev afholdt i Viborg i år 2000, og har siden været afholdt hvert år indtil 2021. I 2005 blev den første udgave af Bornholm 24 timersløb afviklet, blev holdt hvert år indtil 2014 hvor der også ind imellem blev løbet 48 timer, og ved en enkelt lejlighed også 6 dagesløb. Det var også her de første danske mesterskaber blev afholdt i 2008. Der er desuden blevet afholdt 24 timersløb i Holte i årene 2006-2012. I 2014 startede 24 timer ved havet, i Sæby. der ser ud til at være kommet for at blive. I 2016 startede man med at afholde Asta Maries 24 timersløb Arkiveret 13. oktober 2024 hos  Wayback Machine, som med en enkelt undtagelse er blevet holdt siden. Der bliver endvidere hvert år afviklet et 100 Miles løb på Mors, der blev løbet første gang i 2007. I Grenaa blev der i årene 2008-2019 arrangeret et 6 timers løb.
Der bliver også afholdt trailløb her i Danmark. De har en sværhedsgrad, så de giver kvalifikationspoint til Ultra Mount Blanc, en af de ypperligste løb for en trailløber. Af trailløb kan nævnes Salomon Ultra Trail, der afholdes på Bornholm, og hvor det første DM trail afholdes i 2015.
Nyeste skud på stammen af ultraløb er Backyards, der nu er blevet meget populært. Man skal indenfor en timer løbe 6,67 km. Det er et udskilningsløb. Når man ikke når de 6,67 km indenfor en time er man ude, og man fortsætter indtil der kun er en mand tilbage. Det første danske Backyard i Danmark blev holdt i 2019.

Flotte danske præstationer
Ind imellem kom der fine resultater fra danske sportsfolk på ultradistancerne . Marathonløberen Arne Mogensfeldt løb i 1982 7:33:12 på 100 km hvilket var DR indtil 1999, hvor Jesper Ken Olsen forbedrede den til 7:27:04 1985 fuldførte han Spartathlon og blev nr. 7 i tiden 29:47:00. Kun Lars Christoffersen Kim Hansen har opnået bedre placering og tid.
I 1992 løb Carsten Jacobsen over 200 km ved i det traditionsrige Apeldoorn at komme ud på 214 km, som var DR indtil 2001.
I midten af 90’erne løb  Anni Lønstad nogle gode løb. I 1994 løb hun 7:53:15 på 100 km, en tid der stod som som DR indtil 2024, ligesom hendes rekord i 6 timers løb stadig består, og i 1995 løb hun 213 km på 24 timer, en rekord, der først er blevet slået i 2018. I år 2000 blev det danske landshold i 50 , 100 km's løb og 24 timer startet, og siden har det danske landshold været med i stort set alle mesterskaber.

## Bedste præstationer ved mesterskaber
Stine Rex blev den første dansker til at vinde medalje ved et mesterskab, da hun vandt sølv ved EM i 2018 med DR på 242 km. Året efter blev hun nr. 5 ved VM, en bedrift hun gentog i 2023, og hvor en anden dansker Katja Lykke blev nr. 4.
Ved EM i 2016 blev Anne-Marie Geisler-Andersen nr. 6 med 225 km, og ved VM i 2017 blev hun nr. 12 med 233 km. Karen-Marie Brøgger opnåede en 6. plads ved VM 2006 med 213 km.
Kim Hansen blev nr. 5 ved EM med 257 km, hvilket var ny dansk rekord. Lars Christoffersen blev nr. 5 ved EM i 2004 med 239 km, og Bruno Batsberg blev nr. 10 ved EM i 2017.
Da Danmark for første gang deltog i et multidags maraton, blev hun verdensmester i 48 timers løb,  hvor hun satte VR, mens Søren Møller blev nr. 4

## Bedste danske præstationer i andre ultraløb
Det er ikke kun ved mesterskaber, at de danske udøvere har gjort det godt. Alex Henriksen vandt i Apeldoorn i 2004 med dansk rekord på 245 km, der bestod i 11 år. Lars Christoffersen blev nr. 2 i Spartathon i 2013 og Kim Hansen nr. 3 i 2015.Tina Andersen har vundet det uofficielle verdensmesterskab i 6 dagesløb, da hun vandt i Belatonfüred i med 741 km, hvilket var både dansk og nordisk rekord
Stine Rex har sat to verdensrekorder i ikke mesterskabsløb. Begge er sat i Aabybro. I 2023 satte hun VR i 72 timers løb ved at løb 505 km, og i 2024 satte hun VR i 6 dages løb ved at løbe 913,6 km. Den er dog ikke blevet godkendt endnu

## Danmarksmestre i 24 timers løb
Siden 2008 har man i DAF regi afholdt mesterskaber i 100 km's løb og 24 timers løb, og følgende er blevet mestre i 24 timers løb
| År   | Sted       | Mænd                   | Resultat   | Kvinder                           | Resultat   |
| 2008 | Rønne      | Per Brølling           | 223.356 km | Mette Normind Pilgaard            | 203.665 km |
| 2009 | Rønne      | Lars Christoffersen    | 230.340 km | Mette Normind Pilgaard            | 185.916 km |
| 2010 | Rønne      | Leon Skriver Hansen    | 206.422 km | Mette Normind Pilgaard            | 195.376 km |
| 2011 | Rønne      | Frederik Lassen        | 224.159 km | Anne Dorthe Mattao                | 207.648 km |
| 2012 | Rønne      | Ole Christian Karlsen  | 231.258 km | Helle Anderson                    | 192.812 km |
| 2013 | Grenaa     | Bruno Batsberg         | 218.362 km | Majbritt Skovgaard Sørensen       | 214.179 km |
| 2014 | Rønne      | Kim Hansen             | 241.657 km | Tina Andersen                     | 169.443 km |
| 2015 | Sæby       | Kim Klitgad Sørensen   | 246.793 km | Stine Rex                         | 208.979 km |
| 2016 |            |                        |            |                                   |            |
| 2017 | Sæby       | Carsten Friis          | 209.249 km | Sille Victoria Pia Ehlert Nielsen | 161.009 km |
| 2018 | Sæby       | Klaus Pirker Jørgensen | 225.290 km | Sille Victoria Pia Ehlert Nielsen | 171.375 km |
| 2019 | Sæby       | Kim Hansen             | 233.362 km | Jette Johansen                    | 125.313 km |
| 2020 | Vallensbæk | Johnny Dietz Visholm   | 223.251 km | Anne-Marie Geisler Andersen       | 202.216 km |
| 2021 | København  | Lars Dybdahl Hansen    | 187.648 km | Lisbeth Billeskov Hansen          | 210.050 km |
| 2022 | Sæby       | Brian Hansen           | 225.742 km | Camille Nielsen                   | 176.172 km |
| 2023 | Sæby       | Bruno Batsberg         | 235.285 km | Katja Lykke Tonstad               | 200.819 km |
| 2024 | Sæby       | Emil Krog Ingerslev    | 267.151 km | Katja Lykke Tonstad               | 206.748 km |

## Danmarksmestre 100 km's løb
Følgende er blevet danmarksmestre i 100 km's løb
| År   | Sted      | Mænd                  | Tid     | Kvinder                     | Tid      |
| 2008 | Odense    | Ole Christian Karlsen | 7:55:20 | Karen Marie Brøgger         | 9:34:35  |
| 2009 | København | Charley Prødel        | 7:58:49 | Britta Karlsson             | 10:01:23 |
| 2010 | Nexø      | Thomas Skytte         | 7:39:07 | Birgitte Munch Nielsen      | 10:06:13 |
| 2011 | København | Ole Christian Karlsen | 7:38:31 | Anne-Dorthe Mahato          | 9:55:16  |
| 2012 | Nexø      | Ole Christian Karlsen | 8:5822  | Pia Egebjerg                | 11:39:44 |
| 2013 | Bramming  | Kim Hansen            | 7:44:54 | Pia Joan Sørensen           | 8:29:01  |
| 2014 | København | Bjørn Jensen          | 8:14:20 | Pia Joan Sørensen           | 8:19:58  |
| 2015 | Bramming  | Brian Arreborg Hansen | 7:21:01 | Bente Dinesen               | 10:50:25 |
| 2016 | Viborg    | Lars Vels             | 7:50:11 | Pia Joan Sørensen           | 8:34:13  |
| 2017 | Viborg    | Klaus Hagesen         | 7:58:42 | Christina Aarestrup Shifris | 8:47:36  |
| 2018 | Viborg    | Kim Hansen            | 8:03:31 | Mette Sommer Fritze         | 9:27:36  |
| 2019 | Viborg    | Brian Arreborg Hansen | 7:22:08 | Katja Bjerre                | 9:07:24  |
| 2020 | Viborg    | Brian Arreborg Hansen | 7:12:17 | Bouchra Lundgren Eriksen    | 7:55:35  |
| 2021 | Viborg    | Mads Karlsson         | 7:40:15 | Lotte Grindeskov Andersen   | 9:00:47  |
| 2022 | Viborg    | Svend Dalgaard        | 9:38:48 | Mille Christine Ree         | 9:19:59  |
| 2023 | Viborg    | Mads Karlsson         | 7:35:32 | Mille Christine Ree         | 8:28:39  |
| 2024 | Viborg    | Steffan Andersen      | 7:01:27 | Begitte Hansen              | 7:51:34  |